# Leila Zitoune
Leila Zitoune est une judokate algérienne.

## Carrière
Leila Zitoune remporte la médaille d'or dans la catégorie des moins de 48 kg aux Jeux panarabes de 1997 à Beyrouth. Elle est médaillée de bronze dans cette même catégorie aux Championnats d'Afrique de judo 1998 à Dakar.